# Castelo de Allesley
O Castelo de Allesley é um castelo de mota em Allesley, em Coventry. O monte onde ele se situava nunca foi escavado. Tudo o que resta do castelo é um grande monte - a mota - e uma vala defensiva de aproximadamente 45 m (148 ft) de diâmetro. A vala contém vários blocos de concreto que são considerados bases para pontes sobre a vala. O local é um monumento histórico programado.